# Manga (futebolista)
Haílton Corrêa de Arruda, mais conhecido como Manga (Recife, 26 de abril de 1937 – Rio de Janeiro, 8 de abril de 2025) foi um futebolista brasileiro.
Manga foi, segundo a crítica especializada, um dos melhores goleiros da história do futebol brasileiro. Foi o jogador brasileiro que teve o recorde de participação em edições na Copa Libertadores. Ficou conhecido por sempre jogar sem luvas.
Em sua homenagem, foi instituído 26 de abril como o "Dia do Goleiro".

## Biografia

### Início no Sport
Logo no início de carreira, ainda nos juvenis do Sport, Haílton já demonstrava que era um excepcional goleiro, ao conquistar o título pernambucano de juniores de 1954, sem sofrer nenhum gol. Foi, por isso, comparado ao então goleiro do Santos, Manga, e herdou o apelido. Esta façanha chamou a atenção do técnico Gentil Cardoso, que logo cuidou de promover o jovem e talentoso arqueiro para o profissional do clube.
Manga, porém, quase foi parar no Vasco: já tinha ido ao clube, mas o Sport contava com um contrato de gaveta e pediu trezentos mil cruzeiros por seu passe - e Manga ficou.
Manga tinha três irmãos boleiros: Manguito, Dedé e Alemão, que se destacaram no futebol pernambucano. O último, inclusive, era zagueiro central e atuou no América do Rio, sendo bom batedor de faltas e pênaltis. Dedé brilhou no Sport Club do Recife.
Em 1955, aos 18 anos, Manga estreou na equipe principal do Sport, em um amistoso contra o Náutico, na Ilha do Retiro, substituindo o goleiro Carijó durante a partida. Foi pé-quente: o clássico terminou em vitória do Sport por 5–2. Somente em 1956, defenderia a trave rubro-negra pela segunda vez, novamente substituindo o goleiro Carijó, em uma partida amistosa contra o Fluminense de Feira na Ilha.
Foi durante a excursão do Sport à Europa e ao Oriente Médio, em 1957, que Manga começou a se firmar como goleiro titular da equipe. Nos jogos em terras estrangeiras, revezou a titularidade com outros dois grandes goleiros: Carijó e Osvaldo Baliza. Após as boas apresentações na excursão, tornou-se titular absoluto, status que perduraria até sua saída do clube.
No ano seguinte, conquistou sua primeira e única competição como titular rubro-negro: o Campeonato Pernambucano. O time campeão de 1958 era comandado pelo argentino Dante Bianchi e tinha em sua formação, entre outros, o uruguaio Walter Morel e os artilheiros Traçaia, Naninho, Gringo, Soca e Geo.
Já em 1959, Manga se despediria da Ilha do Retiro. Em sua última partida pelo Sport, contra o Ferroviário pelo Pernambucano, até gol marcou. Depois, partiu para o Botafogo.

### Carreira no Botafogo

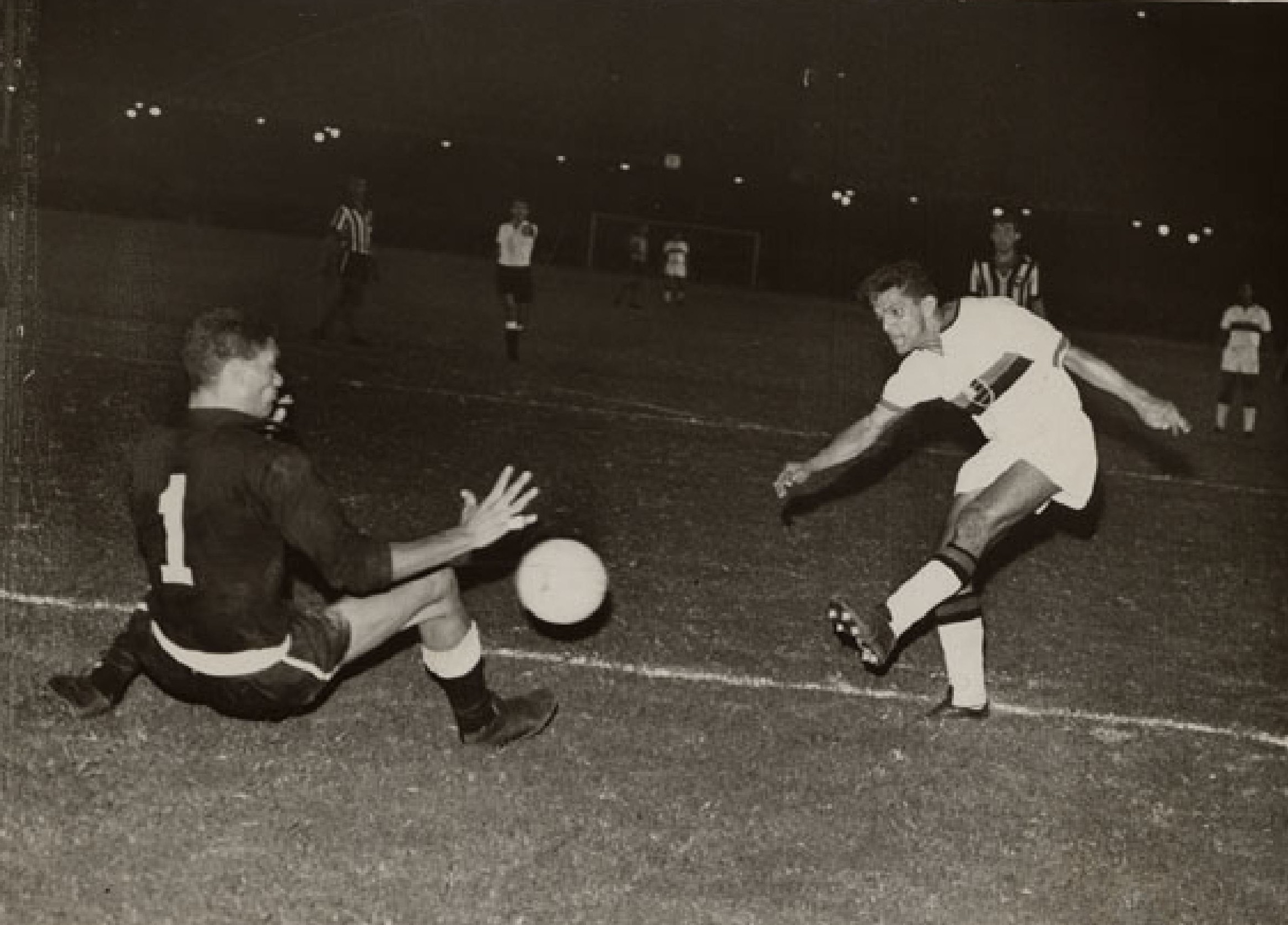
Manga faz mais uma grande defesa pelo Botafogo

Destacou-se no Botafogo na década de 1960, onde jogou durante dez anos. Costumava dizer que em jogos contra o Flamengo, gastava adiantadamente o valor da premiação pela vitória sobre o rival, tamanha a certeza que o atleta tinha de um placar favorável para sua equipe. Dizia que "o leite das crianças já estava garantido".

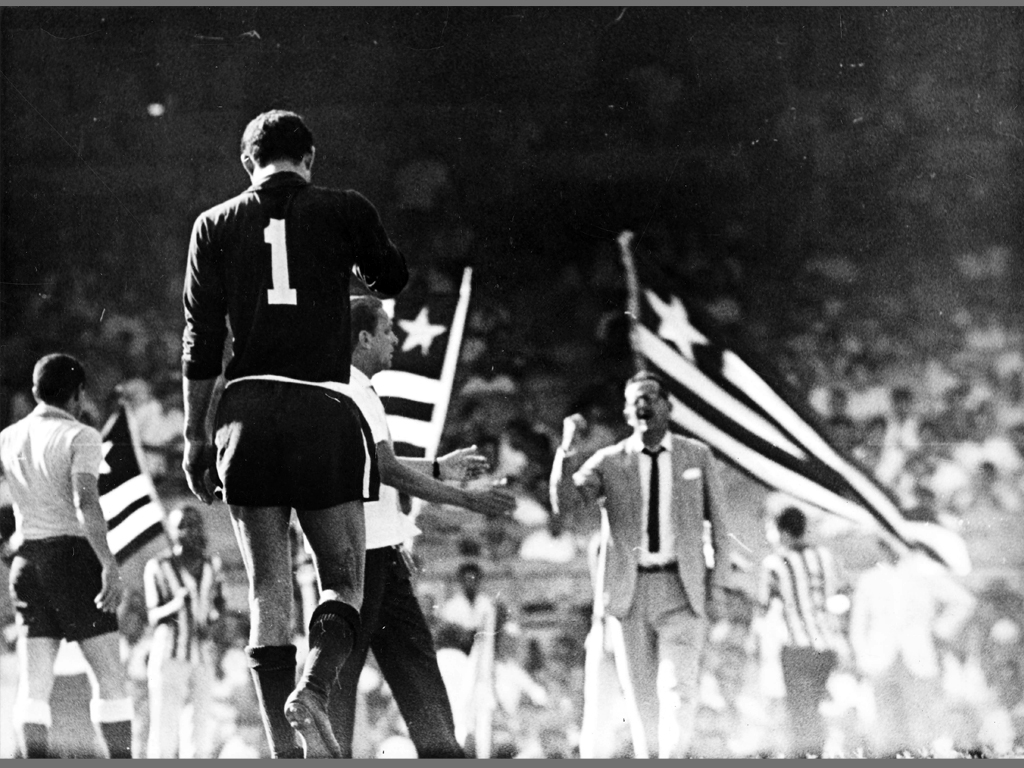
Manga, dono absoluto da camisa 1 do Botafogo nos anos 60

Foi o maior goleiro da história do Botafogo. Veloz ao repor a bola e ágil debaixo das traves, fez muitos milagres pelo Glorioso. Na equipe de General Severiano, levantou quatro Campeonatos Cariocas e três Torneios Rio-São Paulo e o Torneio Intercontinental de Paris. O goleiro estreou pelo clube em julho de 1959, aos 22 anos de idade. Por seu estilo arrojado, teve as mãos deformadas devido a tanto trabalho. 8 anos mais tarde foi negociado com o Nacional do Uruguai acusado de ter se vendido a Castor de Andrade, patrono do Bangu. No total foram 442 jogos defendendo a camisa alvinegra, sofrendo 394 gols.

### Seleção Brasileira
Graças às suas boas atuações no Botafogo, Manga chegou à Seleção Brasileira, tendo disputado a Copa do Mundo de 1966 na Inglaterra. Entretanto, na seleção, Manga não conseguiu repetir o sucesso que obtivera no Botafogo e em outros clubes.
Em 21 de novembro de 1965 em um amistoso do Brasil contra a União Soviética no Maracanã, Manga falhou duas vezes e o Brasil tomou o empate em 2 a 2, depois de estar ganhando de dois a zero dos soviéticos. Na primeira falha, o goleiro bateu o tiro de meta na cabeça do adversário, deu às costas para o campo e quando percebeu a bola veio direto para o gol. Na segunda, ele saiu jogando com a bola e deu direto nos pés do atacante soviético que empatou o jogo.
Em 1966, na Copa do Mundo, Manga começou como reserva de Gilmar, mas virou titular na última partida da fase de grupos, contra Portugal. O Brasil perdeu de 3-1 e foi eliminado. Nessa partida, Manga falhou num dos gols portugueses e saiu muito criticado como um dos "vilões" da eliminação do Brasil na primeira fase.
Manga atuou ao todo em 12 jogos pela Seleção Brasileira.

### Campeão de tudo no Nacional uruguaio
Manga chegou ao Uruguai a contragosto. Na época, sua esposa não acompanhou o marido para o exterior e resolveu voltar com os filhos para Recife. Queria continuar no Brasil e já tinha se programado para ir para o Atlético Mineiro. A transação, porém, não evoluiu e ele acabou indo para o Nacional. O clube, então treinado pelo também brasileiro Zezé Moreira, vinha sofrendo ao longo da década de 1960 para encontrar goleiros confiáveis e/ou duradouros, e parecia ter solucionado a questão com a contratação, em 1967, do argentino Rogelio Domínguez. Antigo integrante do Real Madrid continuamente vencedor da Liga dos Campeões da UEFA em fins da década de 1950, este liderou campanha tricolor finalista da Taça Libertadores da América de 1967, mas logo perderia a posição para o brasileiro.
Em agosto de 1968, o Nacional disputou na Argentina um torneio amistoso com Boca Juniors, River Plate, Santos e Benfica. Zezé Moreira ainda utilizou Domínguez na estreia, contra o Boca, vencedor por 5-1, no que então promoveu a estreia de Manga para o jogo seguinte, no dia 20. Foi contra o Santos de Pelé, em La Bombonera, um 2-2. Manga manteve-se em todos os compromissos seguintes, e o Nacional venceu o Benfica de Eusébio por 2-1 e o River por 1-0. Sem espaço, o renomado concorrente Domínguez acabaria por ser negociado com o Flamengo, onde pararia em 1969 de jogar.
Manga atribuiria à sua estadia no Nacional o aprendizado de sair do gol, treinando para tanto com o ex-goleiro Aníbal Paz, campeão da Copa do Mundo FIFA de 1950 e recordista de partidas pelo clube. "O goleiro brasileiro não sabe sair, permanece muito na trave. Eu aprendi dos goleiros uruguaios, e o trabalho ali no Nacional me deu confiança, não se deve esquecer que eu tinha pela frente Spencer, Rocha, Abbadie. Ganhei e perdi, mas eu os respeitava e eles respeitavam Manga", declararia, na terceira pessoa. Paz, em 1993, por sua vez, relembrou: "quando Manga vem ao Nacional, digo a Zezé que Manga não sabia sair porque o vi pela TV no Mundial da Inglaterra. Zezé me encarrega do trabalho, e encontrei com um homem que tinha umas condições excepcionais para sair. Manga em dois meses já era um fenômeno, não porque o ensinei, mas porque captou tudo rapidamente, dominava o gol de todos os lados, tinha um físico privilegiado e umas mãos enormes".
No Nacional, Manga veio a ganhar um tetracampeonato uruguaio seguido entre 1969 e 1972. Em 1969, o clube só perdeu a invencibilidade na rodada final, quando poupou alguns titulares, além de em paralelo chegar à final da Libertadores daquele ano. Detentor do título anterior e recém-campeão mundial por 1968, o Estudiantes de La Plata superou amplamente os uruguaios nas duas finais, sem que Manga fosse culpado pelos três gols que levou. Na esfera internacional, pôde ganhar a tradicional Copa Montevidéu.
Em 1970, além de novamente vencer-se a Copa Montevidéu, o título uruguaio veio com sete pontos de vantagem em tempos nos quais vitória valiam somente dois pontos; ao mesmo tempo, o poderio do Nacional acabou nocivo contra si próprio: desfalcado de oito componentes da Seleção Uruguaia ocupados na campanha semifinalista na Copa do Mundo daquele ano, a equipe caiu nas quartas-de-final da Taça Libertadores da América de 1970. Manga, por sua vez, terminou não indo ao Mundial apesar dos êxitos internacionais contínuos - na época, a Seleção Brasileira não convocava quem atuasse no exterior, política só alterada a partir da década de 1980. O treinador tricolor já era Wáshington Etchamendi, que classificava o brasileiro como superior ao goleiro titular da própria Seleção Uruguaia, Ladislao Mazurkiewicz.
O ano de 1971 veio a ser o principal de Manga no Nacional: o clube, primeiramente, venceu pela primeira vez a Libertadores (após três vice-campeonatos), em campanha na qual o goleiro brilhou em especial por um pênalti defendido de Héctor Chumpitaz, no triangular-semifinal. Nessa mesma fase, a equipe chegou a vencer por 3-0 o Palmeiras dentro do Pacaembu. por fim, em maio, conseguiu nas finais revanche do Estudiantes, então tricampeão seguido da competição. Em agosto, o campeão da América chegou a vencer, em excursão mexicana, as seleções do próprio México e da Alemanha Oriental. No segundo semestre, veio a tríplice coroa para Manga e colegas: em 23 de dezembro, por um ponto a mais do que o Peñarol, o Nacional ganhou novo título uruguaio e, em 28 de dezembro, venceu seu seu primeiro Mundial Interclubes.
Ainda pela temporada 1971, Manga foi campeão também da Copa Interamericana, travada já em julho do ano seguinte. Nele, o time acabou eliminado pelo arquirrival na Taça Libertadores da América de 1972 em clássico dramático no triangular-semifinal, em que precisava derrotar por cinco gols de diferença o Peñarol para avançar à decisão. Conseguiu vencer por 3-0, mas também desperdiçar um pênalti; a combinação desse placar com os resultados das partidas que a dupla havia feito contra o outro time do triangular-semifinal, o Universitario, acabou fazendo com que esta equipe peruana avançasse à decisão. Em crise financeira que viria gerar o precoce desmanche do time-base campeão do mundo em 1971, o Nacional sujeitou os jogadores a uma extenuante excursão por Europa e outra pela Ásia, com uma epidemia de varíola na Iugoslávia tumultuando o ambiente. Mas o time de Manga pôde no início de dezembro ser tetracampeão uruguaio seguido, em campanha com oito pontos de diferença sobre o vice Peñarol.
Gradualmente, tal como fazia como botafoguense, Manga começou a exigir de suas premiações antes mesmo de jogar os clássicos com o Peñarol. Ficou famosa ocasião em 1972, no qual o rival teria espalhado como magia negra sapos atrás do gol, chutados pelo goleiro, que teria então berrado: "nem com os sapos vocês poderão fazer um gol em Manguinha". Também marcou um gol cobrando um tiro de meta, em 30 de maio de 1974, em duelo contra o Racing de Montevidéu. Buscava acionar os atacantes, mas a bola quicou no chão e encobriu o goleiro adversário, Posadas; um dos atacantes tricolores, Washington Calcaterra, acompanhou a trajetória da bola e, ao notar que ela entraria, preferiu não toca-la. Ao fim da partida, Manga foi desculpar-se com o constrangimento causado ao colega de posição: "foi sem querer, irmão".
Além dos títulos uruguaios e dos troféus internacionais da temporada de 1971, Manga também ganhou outros onze troféus pelo clube, em competições amistosas nacionais ("Torneio 50º Aniversário do Bella Vista" em 1970, "Campeonato Cidade de Montevidéu" e "Torneio 60º Aniversário do Defensor" em 1973, "Torneio Campeões Olímpicos" de 1974) e internacionais (além das Copa Montevidéu em 1969 e em 1970, também o "Troféu Cidade de Praga" em 1969, o "Torneio Internacional de Assunção" em 1971 e outras três taças em 1972: "Troféu 2º Carnaval de Futebol do México", "Torneio Prefeitura Municipal de Montevidéu" e Torneio da Costa do Sol). Com o desmanche do time de 1971, porém, o clube só voltaria em 1977 a ser campeão uruguaio, já com Rodolfo Rodríguez como sucessor do brasileiro na idolatria tricolor.

### Dupla Grenal
Destacou-se também no Internacional em 1975 e 1976, sendo campeão brasileiro naqueles anos e tornando-se um dos maiores ídolos da história do clube. Em 1975, quando o time colorado chegou à final do Campeonato Brasileiro, o goleiro estava com dois dedos da mão quebrados, tirou o gesso e foi para o jogo. Manga considera sua defesa mais difícil da carreira um chute do lateral-direito Nelinho, do Cruzeiro, na final do Brasileirão de 1975. Os colorados não esquecem sua magnífica defesa formada por Manga, Cláudio, Figueroa, Hermínio e Vacaria. Em 1976, o tenente Raul Carlesso e o capitão Reginaldo Pontes Bielinski, ambos professores da Escola de Educação Física do Exército, criaram o "Dia do Goleiro" no Brasil.
Depois jogou no Operário-MS, entre 1977 e 1978. Pelo que fez no clube, é considerado a figura mais importante que passou pelo futebol do Mato Grosso do Sul, sobretudo pela campanha semifinalista do Brasileirão de 1977. Manga brilhou também no Brasileirão de 1978, sendo naquele ano premiado com a Bola de Prata da revista Placar ainda como goleiro do Operário.
Ainda em 1978, Manga passou no segundo semestre ao Coritiba, brilhando no título do campeonato paranaense daquele ano, decidido em três finais acompanhadas por 150 mil pessoas na soma de públicos interessados naqueles Atletibas. Após três empates sem gols, Manga sobressaiu-se na decisão por pênaltis: o Athletico Paranaense terminou derrotado por 4-1, com seus batedores ludibriados pela astúcia do goleiro que, lesionado na perna esquerda, ordenara aos médicos que enfaixassem a outra para induzir os rivais a mirarem no canto supostamente desfavorecido.
Na sequência, Manga rumou ao Grêmio, vindo a formar sólida retaguarda com Eurico, Ancheta, Vantuir e Dirceu. Pela primeira vez em muitos anos, puderam os tradicionais rivais do futebol gaúcho declinar a escalação de seu time dando o nome de um mesmo jogador. Havia um acordo tácito entre a dupla Gre-Nal de que um clube não contrataria um jogador que tivesse jogado no rival. Este acordo foi quebrado, acusam os colorados, quando o Grêmio contratou Manga. O Grêmio se defende, alegando que a proibição era adquirir o passe de um jogador diretamente do Internacional. Como, na ocasião, Manga jogava pelo Coritiba, o acordo tácito não teria sido quebrado. O certo é que, a partir daí, vários jogadores passaram do Inter para o Grêmio e vice-versa.
No Equador, onde terminou a carreira, em 1982, aos 45 anos, onde foi campeão nacional em 1981 pelo Barcelona.

### Após fim da carreira de atleta
Depois de viver no Equador, em Salinas, desde a década de 1980, mudou-se para o Uruguai para realizar um tratamento de saúde. O Cônsul do Uruguai no Equador, conseguiu reunir um grupo de torcedores, Campeón Para Toda La História, arrecadaram fundos e trouxeram o ex-atleta para o Uruguai para tratamento de uma insuficiência renal aguda. Manga recebeu auxilio financeiro, tratamento e morou na casa de um torcedor por um mês, até se mudar para um apartamento alugado na área central de Montevidéu. Uma torcedora botafoguense ficou sabendo da campanha e se mobilizou na internet para uma vaquinha. Conseguiu arrecadar cinco mil reais, que foram enviados para o ex-jogador.
Também prestou serviços de ídolo (embaixador) em festas de consulados e também exerceu a função de supervisor de treinadores de goleiros do Sport Club Internacional, até 2012.
Em 2019, ele começou a enfrentar problemas renais, passando por diversas internações em Quito.
Em meados de 2020, após dificuldades de saúde e financeiras, o ex-goleiro foi morar no Retiro dos Artistas, com sua mulher Maria Cecília. A presença do ex-goleiro no local foi resultado de uma mobilização encabeçada pelo jornalista Marcelo Gomes, da ESPN. Porém, nos últimos meses de vida, Manga saiu do Retiro dos Artistas e morou num apartamento alugado na zona oeste do Rio de Janeiro, com ajuda de Durcesio Mello, ex-presidente do Botafogo.
Manga faleceu aos 87 anos em 8 de abril de 2025 no Hospital Rio Barra no Rio de Janeiro vítima de um câncer de próstata. No dia seguinte, seu corpo foi velado em General Severiano, sede do Botafogo; e em seguida foi enterrado no cemitério São João Batista, no Rio de Janeiro.

## Títulos
Sport

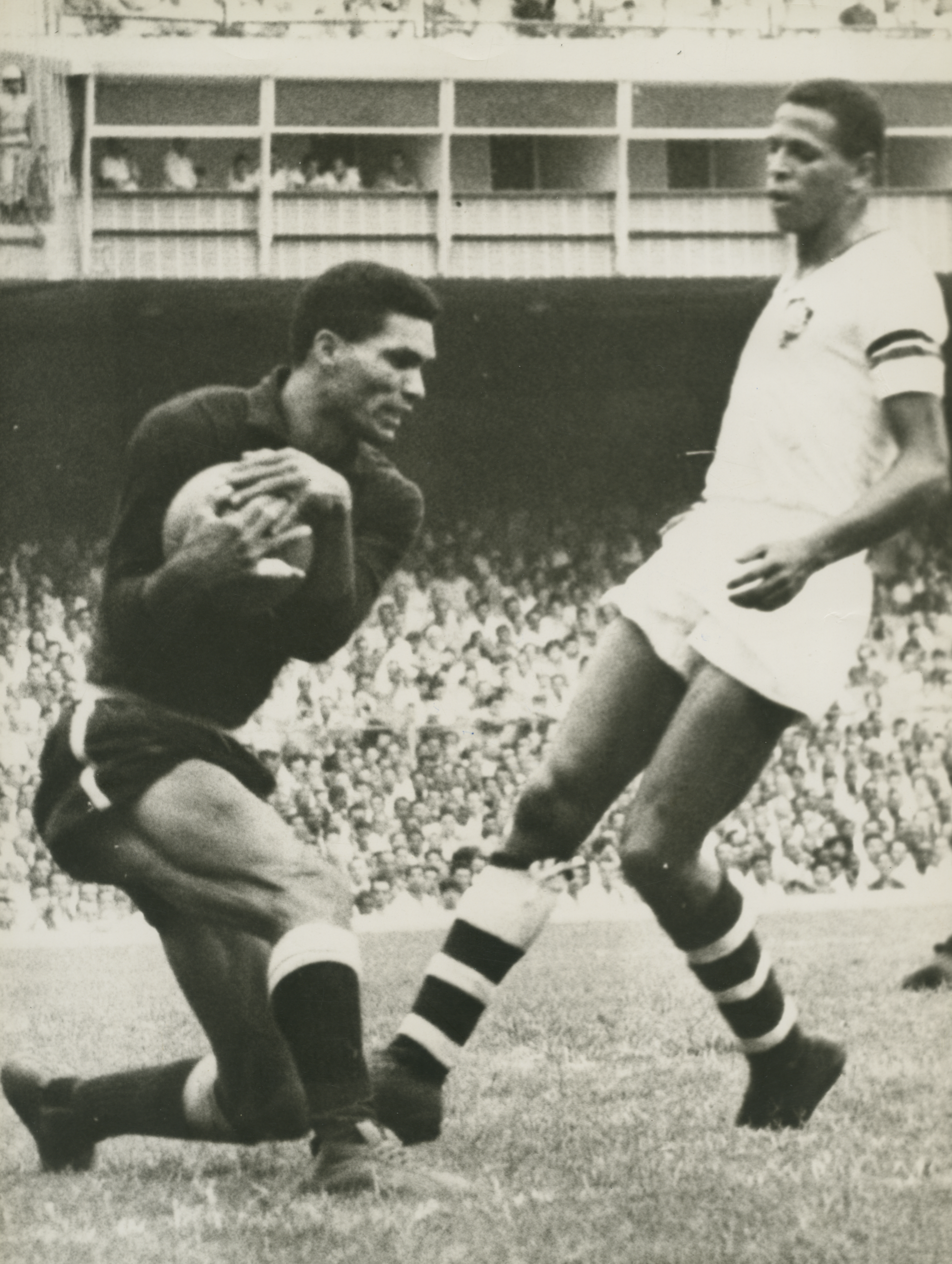
Manga em jogo Botafogo X Fluminense.

- Campeonato Pernambucano: 1955, 1956 e 1958

Botafogo
- Campeonato Carioca[43]: 1961, 1962, 1967 e 1968
- Torneio Início do Campeonato Carioca: 1961[44]
- Torneio Rio-São Paulo: 1962, 1964 e 1966
- Taça Guanabara: 1967

Nacional-URU
- Campeonato Uruguaio: 1969, 1970, 1971 e 1972
- Copa Libertadores da América: 1971
- Copa Intercontinental: 1971
- Copa Interamericana: 1971

Internacional
- Campeonato Gaúcho: 1974, 1975 e 1976
- Campeonato Brasileiro: 1975 e 1976

Operário-MS
- Campeonato Mato-Grossense: 1977

Coritiba
- Campeonato Paranaense: 1978

Grêmio
- Campeonato Gaúcho: 1979

Barcelona de Guayaquil-EQU
- Campeonato Equatoriano: 1981

### Outras conquistas
Botafogo
- Torneio Internacional da Colômbia: 1960
- Taça dos Campeões Estaduais Rio-São Paulo: 1961
- Torneio Internacional da Costa Rica: 1961
- Torneio Pentagonal do México: 1962
- Torneio Internacional de Paris: 1963
- Torneio Jubileu de Ouro da Associação de Futebol de La Paz: 1964
- Torneio Quadrangular do Suriname: 1964
- Torneio Íbero-Americano (Quadrangular de Buenos Aires): 1964
- Torneio Governador Magalhães Pinto: 1964
- Torneio Quadrangular de Teresina: 1966
- Copa Carranza de Buenos Aires: 1966
- Taça Círculo de Periódicos Esportivos: 1966
- Torneio de Caracas: 1967

### Prêmios individuais
- Bola de Prata: 1976 e 1978
- Time do século do Botafogo: 2004[45]
- Time dos sonhos do Botafogo (Placar): 1982, 1994 e 2006[46]
- 12° Maior ídolo da História do Botafogo (O Globo): 2020[47]
- 15.º melhor goleiro de futebol do século XX na América do Sul da IFFHS
- 4.º melhor goleiro de futebol do século XX no Brasil da IFFHS